# Рубі Ґрін Сміт
Рубі Ґрін Сміт (англ. Ruby Green Smith; 6 січня 1878, Індіана — 13 травня 1960, Ітака, Нью-Йорк, США) — американська ентомологиня, антивоєнна активістка й учителька з домашньої економіки. Відома тим, що написала «Кредо домашнього бюро» (англ. The Home Bureau Creed).

## Раннє життя
Рубі Ґрін народилася 6 січня 1878 року на фермі поблизу Найтстауна, штат Індіана, у сім'ї Марселли Джейн (англ. Marcella Jane (Hayes); уроджена Гейс), колишньої вчительки, і доктора Алфеуса В. Ґріна (англ. Alpheus W. Green), лікаря, який практикував у Найтстауні. Вона вчилася у місцевій середній школі. Її батько помер, коли вони з братом і сестрою ще були школярами. Згодом вона здобула освіту в Стенфордському університеті (ступінь бакалавра) в 1902 році.

## Кар'єра
Сміт працювала вчителькою і завідувачкою кафедри біології та ботаніки в Стоктонській середній школі, Стоктон, Каліфорнія. Згодом вона повернулася до Стенфордського університету як викладачка з ентомології та біономіки, здобувши ступінь магістра в університеті в 1904 році. Там вона вивчала еволюцію комах під керівництвом Вернона Келлоґа, з яким вона написала кілька робіт, зокрема «Дослідження варіативності комах» (англ. Studies of Variation in Insects; як Рубі Дж. Белл (англ. Ruby G. Bell), 1904) і «Спадковість у шовкопрядів» (англ. Inheritance in Silkworms; 1908).
Вона здобула ступінь доктора філософії в Корнелльському університеті в 1914 році і почала кар'єру в Корнелльському відділі довідкової служби домашньої економіки, викладаючи домашню економіку як шлях для жінок до вступу до вищої освіти. Почавши з посади асистентки в 1919 році, до 1923 року вона стала провідним агентом державного рівня і професоркою.

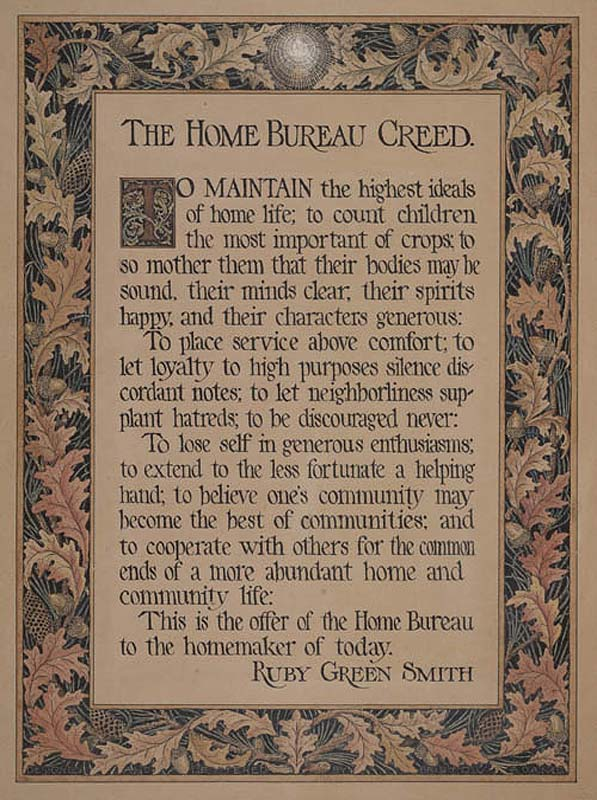
Плакат «Кредо домашнього бюро», проілюстрований Брістовом Адамсом

1919 року вона написала «Кредо домашнього бюро», яке зрештою надрукували та розповсюдили тиражем понад півмільйона примірників.
До виходу на пенсію в 1946 році вона також працювала помічницею директора відділу охорони природи Продовольчої комісії штату Нью-Йорк і в Міністерстві сільського господарства США.
Згодом вона написала книгу «Народні коледжі: історія служби підвищення кваліфікації штату Нью-Йорк у Корнелльському університеті та штаті, 1876—1948 роки» (англ. The People's Colleges: A History of the New York State Extension Service in Cornell University and the State, 1876–1948).
Спільно з Ґленном Герріком (англ. Glenn Herrick) вона відредагувала «автобіографію» Анни Ботсфорд Комсток про її чоловіка Джона Генрі Комстока та її саму, опубліковану в 1953 році під назвою «Комстоки з Корнелла: Джон Генрі Комсток і Анна Ботсфорд Комсток» (англ. The Comstocks of Cornell: John Henry Comstock and Anna Botsford Comstock). Видання 2020 року за редакцією Карен Пендерс Сент-Клер (англ. Karen Penders St. Clair) під назвою «Комстоки з Корнелла: остаточна автобіографія» (англ. The Comstocks of Cornell: The Definitive Autobiography) відновило багато матеріалів, прихованих із оригінального рукопису Анни.

## Пацифізм
У 1915 році як Рубі Ґ. Сміт, докторка філософії, вона написала розділ «Расові проблеми світового контакту» (англ. Race Problems of World Contact) до антивоєнної книги «Повалення системи війни» (англ. The Overthrow of the War System), опублікованої спільно з Жіночою партією миру, у якій вона брала активну участь.

## Особисте життя
Перший шлюб із Говардом Беллом (англ. Howard Bell) з Каліфорнії.
16 серпня 1905 року вона вдруге вийшла заміж у Стоктоні, Каліфорнія, за Альберта Вільяма Сміта (1856—1942), який очолював кафедру машинобудування в Стенфордському університеті з 1891 по 1904 рік, а потім був деканом Сіблійського коледжу Корнелльського університету до його виходу у відставку в жовтні 1921 року. Подружжя оселилося в Ітаці, штат Нью-Йорк, де до них приєдналися мати та сестра Рубі. До весілля вона жила в Стоктоні зі своїми двома маленькими дітьми — Дороті (англ. Dorothy; пізніше також закінчила Стенфорд; померла 1938) й Алфеєм (англ. Alpheus; пізніше закінчив Корнелльський університет), і матір'ю. Дитина подружжя Смітів, Рут Алтея (англ. Ruth Althea), закінчила Стенфорд у 1924 році та померла в 1975 році.
У 1937 році її чоловік опублікував «Весняну одіссею на берегах південних морів, лютий — травень 1912: листи Альберта В. Сміта до Рубі Ґрін Сміт» (англ. A Springtime Odyssey on the Shores of Southern Seas, February–May 1912: Letters from Albert W. Smith to Ruby Green Smith) обмеженим тиражем у 100 примірників. Листи були написані під час подорожі Середземним морем, щоб відновитися від хвороби.
Сміт заснувала Пташиний клуб Каюґи восени 1913 року, а також Лігу домогосподарок Ітаки та Фермерський ринок.

## Спадщина
Сміт померла в Ітаці 13 травня 1960 року. Її документи зберігаються в Корнелльському університеті.

## Виноски
1. 1 2  https://ecommons.cornell.edu/handle/1813/18408
2. 1 2 3 4 5  https://rmc.library.cornell.edu/homeEc/bios/rubygreensmith.html
3. 1 2 3 4  "Noted K.H.S. Grad's Death is Reported. Tri-County Banner. Knightstown, Indiana. 19 січня 1961. с. 1.
4. 1 2 3 4  Smith, Ruby Green (PDF). Office of the Dean of the University, Cornell University. 1960. Процитовано 2 квітня 2023.
5. 1 2 3 4 5 6 7 8 9 10  What Was Home Economics?. Cornell University. Процитовано 2 квітня 2023.
6. 1 2 3 4 5  "In Memoriam, Mrs. Alpheus W. Green. November 10—1852-1922-November 21. Tri-County Banner. Knightstown, Indiana. 15 грудня 1922. с. 2.
7. 1 2 3 4  Smith-Bell wedding. The Evening Mail. Stockton, California. 19 серпня 1905. с. 4.
8. ↑  Saulnier, Beth (March 2020). Her Own Words. Cornell Alumni Magazine: 56—63. Процитовано 4 березня 2020.
9. ↑  Comstock, Anna Botsford. The Comstocks of Cornell John Henry Comstock and Anna Botsford Comstock; An autobiography by Anna Botsford Comstock. Cornell University Press. Процитовано 29 серпня 2019.
10. 1 2  The Comstocks of Cornell—The Definitive Autobiography by Anna Botsford Comstock. Cornell University Press.
11. ↑  Ames Mead, ред. (1915). The Overthrow of the War System. Boston: The Forum Publications.
12. 1 2 3  Smith, Albert W. (1937). A Springtime Odyssey on the Shores of Southern Seas, February–May 1912: Letters from Albert W. Smith to Ruby Green Smith. Ithaca, New York: William A. Church Company.
13. ↑  Albert William Smith August 30, 1856 – August 16, 1942 (PDF). Cornell University.
14. ↑  Retirement of Professor Albert W. Smith of Cornell University. Science. 55 (1414): 121—122. 3 лютого 1922. Bibcode:1922Sci....55R.121.. doi:10.1126/science.55.1414.121.
15. ↑  The Light Will Come, There Will Be No More Dark. Kappa Alpha Theta Magazine. 90 (4): 39. Summer 1976.
16. ↑  Lot - 1937 A Springtime Odyssey on The Shores of Southern Seas Feb.-May 1912 by Albert Smith Signed First Edition 95/100. One Source Auctions.
17. ↑  Allen, Arthur A. (1915). The Cayuga Bird Club. Bird-Lore. National Association of Audubon Societies. 17: 363—371.
18. ↑  History. Cayuga Bird Club. Процитовано 2 квітня 2023.
19. ↑  Guide to the Ruby Green Smith papers, [ca.1948]. Cornell University. Процитовано 2 квітня 2023.